# 中國城 (莫斯科)

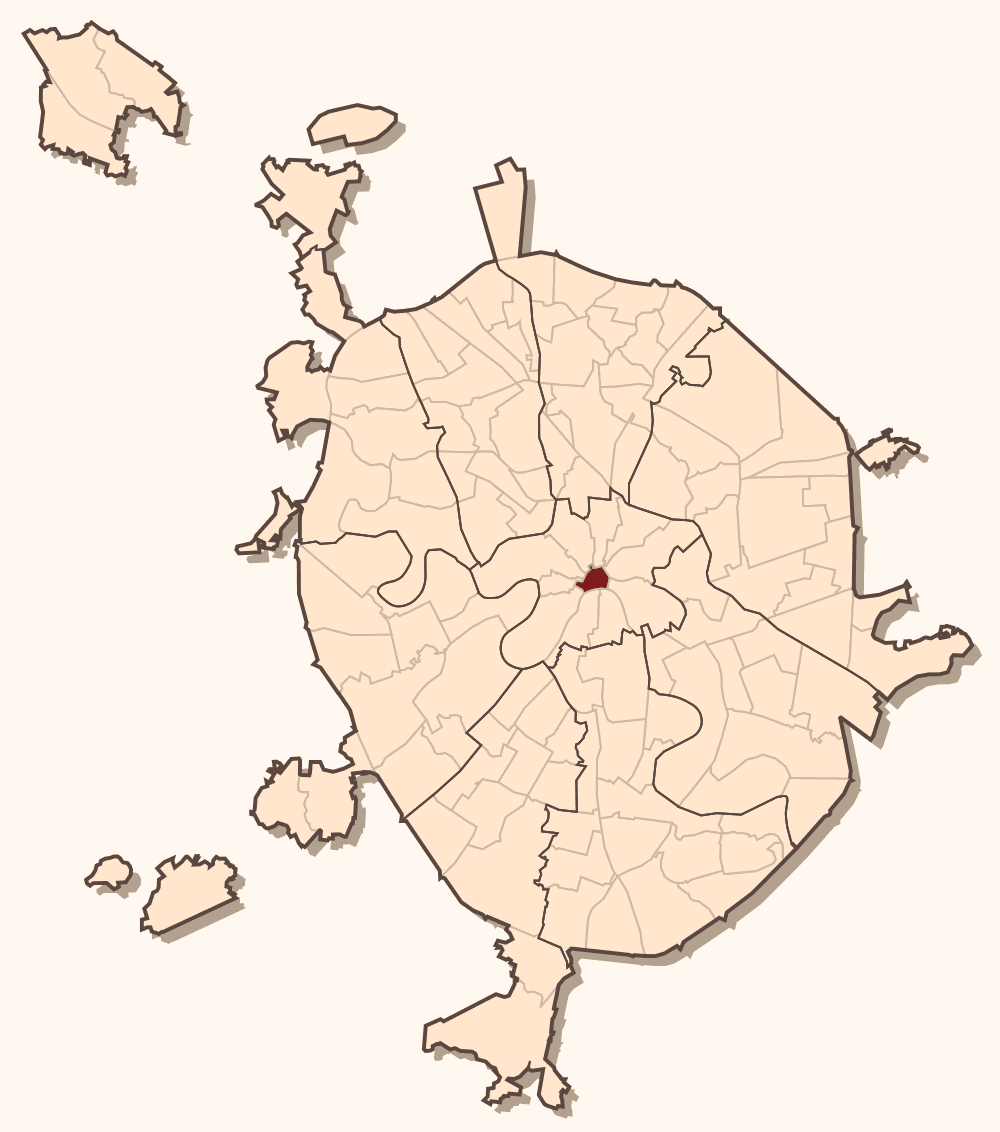
基泰格羅德位於莫斯科市中心

中国城，或音译为基泰哥羅德（羅馬化：Kitay-gorod），是位於俄羅斯首都莫斯科市中心的一個地區。其歷史起源於16至17世紀，是莫斯科的文化和歷史中心，擁有許多珍貴的歷史建築，通過紅場和克里姆林宮分開。由於現在沒有固定居民，因此基泰戈羅德現在並不是一個行政區，2003年起归于莫斯科中央行政区下的特维尔区管辖。
此地在汉语中译为“中国城”，盖因俄语“Китай”一词今日指代中国之意。然而这个地方原本是一堡垒，而俄语“Кита”这个词指的是修建堡垒时绑住柱子的织物。另有说法称，此处原为外贸市场，而当时因中俄贸易历史悠久，俄国人有进口丝绸布匹均为中国出产的刻板印象，故以此命名。还有说法，莫斯科大公瓦西里三世的妻子叶莲娜为纪念自己童年时在“小中国城”庄园的经历，随将此地命名为“中国城”。第二次世界大战的莫斯科保卫战期间，中国城的城墙受损严重，战后重建时大多被拆除。